# Cristiada
Cristiada és una pel·lícula mexicana dramàtica i històrica, dirigida per Dean Wright i escrita per Michael James Love.
Està basada en fets reals de la Guerra Cristera (1926-1929), una rebel·lió davant la persecució del govern mexicà vers l'Església catòlica en la dècada de 1920, encara que té unes certes diferències respecte a la realitat històrica i que són importants, per exemple, el general Enrique Gorostieta mai va conèixer a José Sánchez del Río.

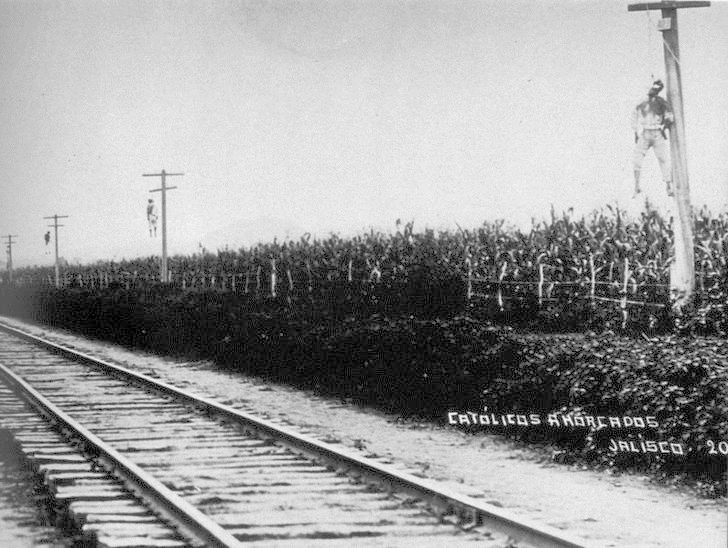
Fotografia recreada a la pel·lícula

Va ser el debut de Wright com a director, qui és un conegut realitzador d'efectes visuals en pel·lícules com El Senyor dels Anells: Les dues torres (2002) i El Senyor dels Anells: El retorn del rei (2003).
El productor de la cinta Cristiada, Pablo José Barroso, va assegurar que la pel·lícula és totalment mexicana; no obstant això va ser filmada en anglès, amb la finalitat que s'exhibís a tot el món: l'idioma i l'elenc de nivell internacional van tendir a facilitar el seu ingrés en el mercat cinematogràfic. El cost de Cristiada va aconseguir els 110 milions de pesos confirmats pel seu productor, això la fan la pel·lícula més costosa en la història del cinema mexicà, superant així el cost d'Arráncame la vida (2008), que va ser de 6,5 milions de dòlars (85 milions de pesos).

Bandera dels Cristeros a la pel·lícula.

## Repartiment
| Actor/Actriu            | Personatge                       |
| ----------------------- | -------------------------------- |
| Andy García             | Enrique Gorostieta Velarde       |
| Eva Longoria            | Tulita                           |
| Peter O'Toole           | Padre Christopher                |
| Bruce Greenwood         | Ambaixador Dwight Morrow         |
| Eduardo Verástegui      | Anacleto González Flores         |
| Oscar Isaac             | Victoriano "El Catorce" Ramírez  |
| Bruce McGill            | President Calvin Coolidge        |
| Nestor Carbonell        | Alcalde Picazo                   |
| Diego Amozurrutia       | Luis Almeidaz                    |
| Raúl Méndez             | Miguel Gómez Loza                |
| Catalina Sandino Moreno | Adriana                          |
| Santiago Cabrera        | Pare Vega                        |
| Rubén Blades            | President Plutarco Elías Calles  |
| Joaquín Garrido         | Ministre Joaquín Amaro Domínguez |
| Adrián Alonso           | Lalo                             |
| Juan Carlos Montes      | General Aristeo Pedroza          |
| Karyme Lozano           | Doña María del Río               |
| Alma Martínez           | Sra. Vargas                      |
| Andrés Montiel          | Florentino Vargas                |
| Mauricio Kuri           | José Sánchez del Río             |
| Fernanda Urdapilleta    | Sandra                           |
| Cecilia Flores          | Luz María                        |
| Aldo Gallardo           | Joel Rodríguez                   |
| Erika de la Rosa        | Rosaura                          |
| Christian de la Campa   | Carlos Linares                   |
| Ignacio Guadalupe       | Obispo Pascual Díaz              |

## Crítiques
La pel·lícula ha rebut crítiques barrejades. Té una qualificació de 35% en Metacritic basada en 17 crítics, i una qualificació de 18% en Rotten Tomatoes basat en 45 crítiques. L'últim lloc diu el següent: "Té aspiracions lloables, però Cristiada en última instància, no compleix amb els seus objectius a causa d'un guió atipat, personatges delgadamente escrits, i la dramatització excessivament simplificada dels esdeveniments històrics."
Roger Ebert, en una ressenya favorable a la pel·lícula (2.5 de 3 estrelles), va comentar, entre altres coses que "està ben feta, sí, però té una visió de túnel tan procatòlica que vaig començar a qüestionar la seva visió dels esdeveniments."
El crític de cinema Phil Boatwright es va referir a la pel·lícula com «un convincent, reflexiu homenatge a la llibertat religiosa», i va assenyalar: «aquesta aventura d'acció té estil i cor».
Stephen Holden del The New York Times va descriure el film com una pel·lícula «èpica a l'estil de Hollywood» i va opinar que es comparava favorablement amb megaéxitos de temes religiosos de la dècada de 1950 com The Robe. Es va mostrar satisfet amb la direcció de Dean Wright, com així també amb la banda sonora del compositor James Horner: Stephen Holden va assenyalar que conferia un «estat anímic d'inspiració», i que era «edificant sense ser melosa».